# Delphacodes capellana
Delphacodes capellana är en insektsart som först beskrevs av Jacobi 1917.  Delphacodes capellana ingår i släktet Delphacodes och familjen sporrstritar. Inga underarter finns listade i Catalogue of Life.